# 凍えるヴィーナス
『凍えるヴィーナス』（こごえるヴィーナス、Venus Frigida）は、フランドルの画家ピーテル・パウル・ルーベンスが1614年に描いた絵画である。『凍えるウェヌス』、『バッカスとケレスがいないとヴィーナスは凍えてしまう』とも。

## 概要

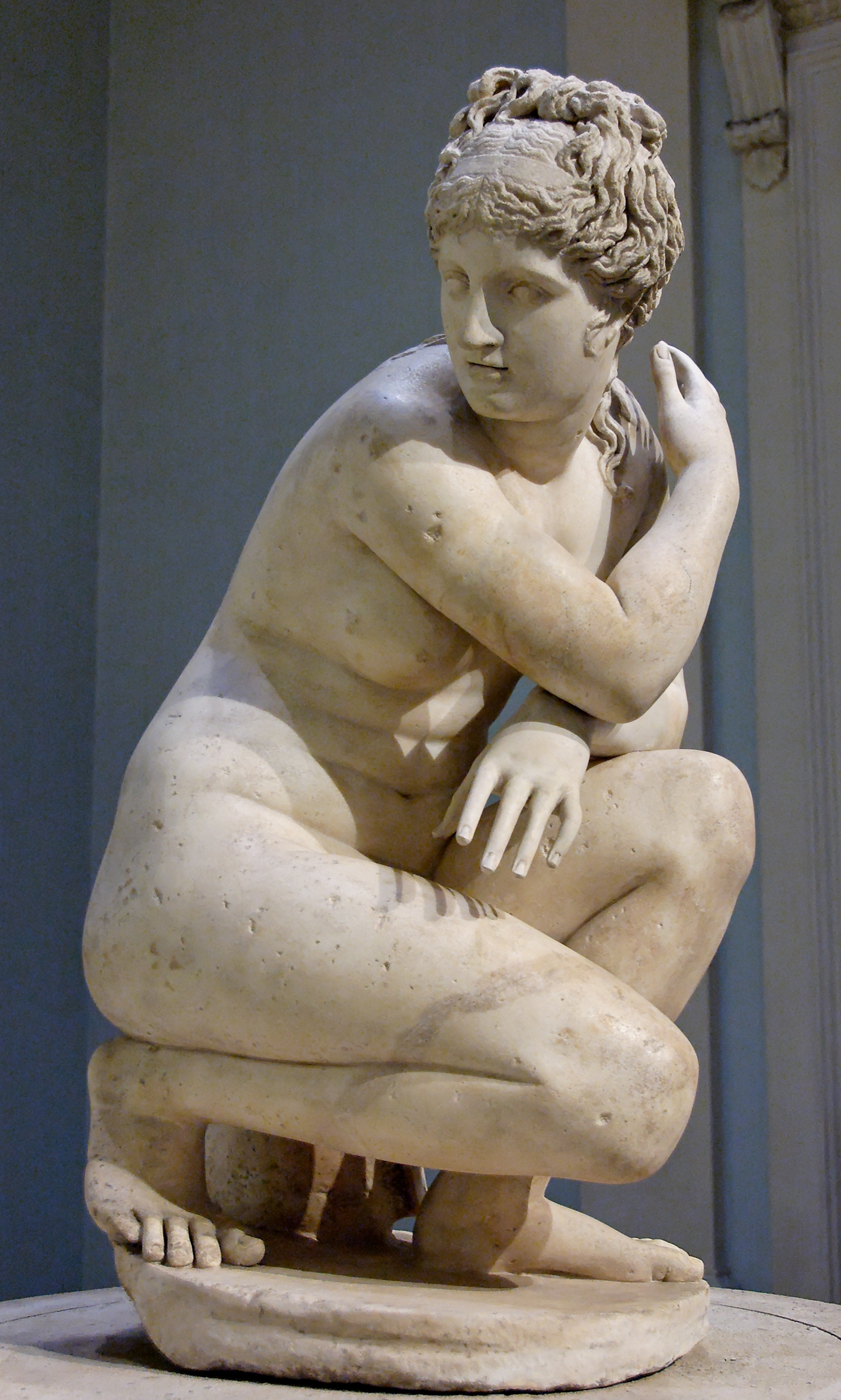
『うずくまるヴィーナス』（大英博物館所蔵）

本作は、古代ローマの喜劇作家プビリウス・テレンティウス・アフェルによる格言「バッカスとケレスがいないとヴィーナスは凍えてしまう」、すなわち、酒と食物がなければ愛が冷めてしまう、ということを表現している。
板に油彩で描かれている。署名と日付が入れられている。縦 145.1 センチメートル、横 185.6 センチメートルの大きさをもつ。アントワープ王立美術館に所蔵されている。
本作におけるヴィーナスの姿や、1613年頃に描かれた『ヴィーナスとケレスとバッカス』におけるケレスの姿は、古代ローマ時代の彫刻作品『うずくまるヴィーナス』の模刻をもとに描かれている。ルーベンスは、イタリアのゴンザーガ家の収集品の中にあった模刻を目にしている。

## 作品

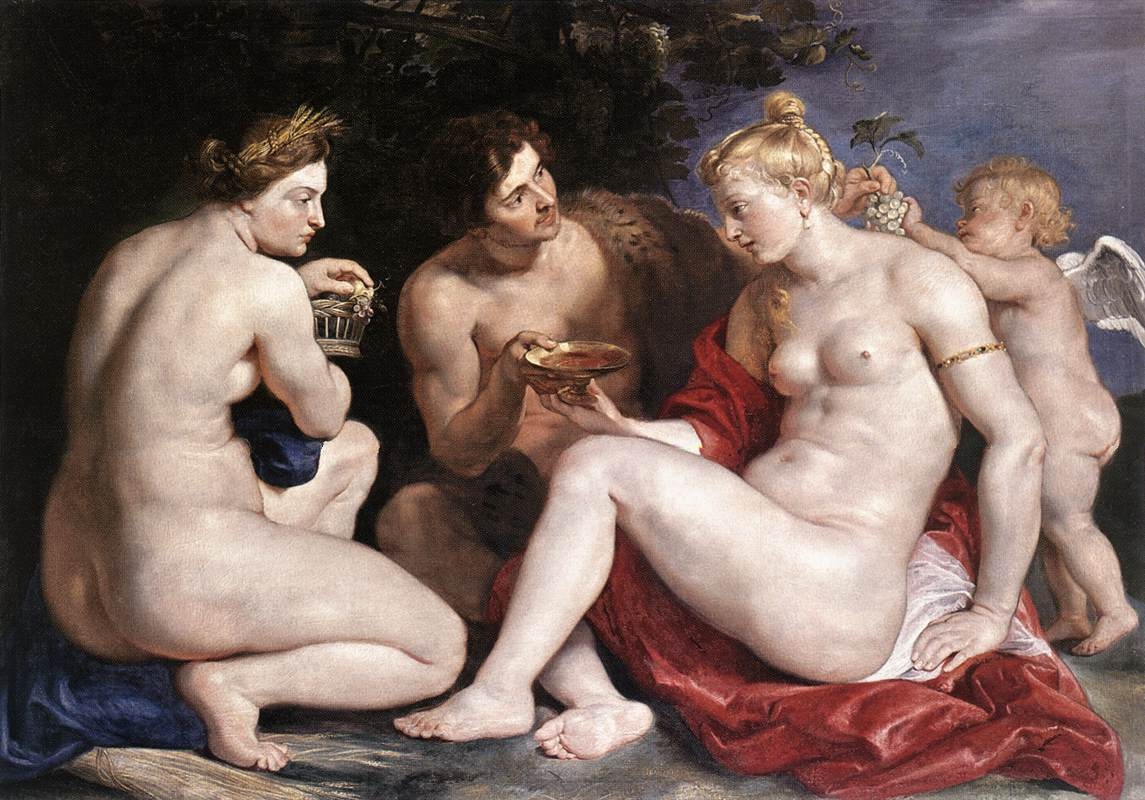
ピーテル・パウル・ルーベンス『ヴィーナスとケレスとバッカス』（アルテ・マイスター絵画館所蔵）

ヴィーナスは、寒さのあまり身を縮めており、ぼんやりとした表情をしている。キューピッドも、寒さに身を屈めており、寒さをしのぐためにヴィーナスの腰布を身体に巻きつけているが、腰布は極めて薄く、頭部が透けている。キューピッドの矢と弓は、地面に置かれたままになっている。
後方には、忍び足で近づくサテュロスが描かれている。果物や穀物で満たされた角、コルヌコピアを手にしており、ヴィーナスとキューピッドを驚かそうとしている様子である。もともと、ヴィーナス、キューピッドおよびサテュロスに焦点を当てて描かれた作品であったが、後年のおそらく18世紀に、キャンバスが上部および左右に継ぎ足され、風景が描き加えられた。